# Apertura Ware
|       |       |       |       |       |       |       |       |       |  |
|       | a8 rd | b8 nd | c8 bd | d8 qd | e8 kd | f8 bd | g8 nd | h8 rd |  |
| a7 pd | b7 pd | c7 pd | d7 pd | e7 pd | f7 pd | g7 pd | h7 pd |       |  |
| a6    | b6    | c6    | d6    | e6    | f6    | g6    | h6    |       |  |
| a5    | b5    | c5    | d5    | e5    | f5    | g5    | h5    |       |  |
| a4 pl | b4    | c4    | d4    | e4    | f4    | g4    | h4    |       |  |
| a3    | b3    | c3    | d3    | e3    | f3    | g3    | h3    |       |  |
| a2    | b2 pl | c2 pl | d2 pl | e2 pl | f2 pl | g2 pl | h2 pl |       |  |
| a1 rl | b1 nl | c1 bl | d1 ql | e1 kl | f1 bl | g1 nl | h1 rl |       |  |
|       |       |       |       |       |       |       |       |       |  |

La Apertura Ware (ECO A00) es una extravagancia que no consigue nada. Está fuera de todos los principios de la apertura. El jugador de nivel que entra en este esquema es un jugador de ataque que se sabe muy superior a su rival y le hará la vida imposible más adelante. De momento le regala un tiempo, y hasta dos, porque a a4 le sigue h4, que además, son intercambiables. Lo mejor es no ponerse nervioso y jugar con lógica. El negro debe tener presente que le atacará con los principios de la Escuela hipermoderna de ajedrez, es decir, atacando el centro desde los flancos, así que debe de preocuparse por sostener bien el centro. Es posible encontrarse en esquemas como estos cuando se juegan partidas relámpago.
Línea principal
1.a4
1.a4 e5 2.h4